# Wymysłówek
Wymysłówek – część miasta Radomska położona w jego południowo-zachodniej części, w rejonie ul. Wymysłowskiej. Do 1986 samodzielna miejscowość.

## Historia
Wymysłówek to dawna wieś i kolonia. Do 1954 należał do gminy Radomsk (Noworadomsk) w powiecie radomszczańskim (1867–1922 pn. noworadomski), początkowo w guberni piotrkowskiej, a od 1919 w woj. łódzkim. Tam 2 listopada 1933 wieś i kolonia Wymysłówek wraz z wsią Wymysłów utworzyły gromadę o nazwie Wymysłówek w gminie Radomsk.
Podczas II wojny światowej Wymysłówek włączono do Generalnego Gubernatorstwa (dystrykt radomski, Landkreis Radomsko, gmina Radomsko). W 1943 roku liczba mieszkańców wynosiła 447 mieszkańców. Po wojnie w województwie łódzkim, jako jedna z 16 gromad gminy Radomsko w powiecie radomszczańskim.
W związku z reformą znoszącą gminy jesienią 1954 roku, Wymysłówek włączono do nowo utworzonej gromady Zakrzówek, gdzie przetrwał do końca 1972 roku, czyli do kolejnej reformy gminnej.
1 stycznia 1973 wszedł w skład reaktywowanej gminy Radomsko w powiecie radomszczańskim w województwie łódzkim. W latach 1975–1986 należał administracyjnie do województwa piotrkowskiego.
17 lipca 1986 Wymysłówek wyłączono z gminy Radomsko, włączając go do Radomska.